# Joseph Berrini
Pour les articles homonymes, voir Berrini.
Joseph (Giuseppe) Berrini, né le 14 octobre 1918 à Muceno (Lombardie) et mort le 2 mars 2006 à Toulon, est un coureur cycliste italien puis français à partir de 1938, professionnel entre 1942 et 1948.

## Biographie
Né italien, il est naturalisé français en 1938.

## Palmarès
- 1942
  - 3e de Marseille-Toulon-Marseille
- 1943
  - Marseille-Toulon-Marseille
- 1946
  - Grand Prix d'Espéraza
- 1948
  - Grand Prix de Manosque

## Résultats sur les grands tours

### Tour de France
1 participation
- 1947 : éliminé (2e étape)